# XM25 CDTE
XM25 Counter Defilade Target Engagement (також відомий як XM25 CDTE; The Punisher чи Individual Semiautomatic Air Burst System) — Перспективний гранатомет розроблений на основі XM29 OICW, американською Alliant Techsystems та німецькою компанією Heckler & Koch. Перші прототипи зброї були використані під час Війна в Афганістані у 2010 році. Розробку планувалось передати на озброєння Збройних сил США у кінці 2015 року.

## Призначення
Особиста зброя піхотинця, яка працює за принципом шрапнельного пострілу. Призначено для ураження противника, який ховається за елементами місцевості (деревами, камінням і т. п.) та тимчасовими укриттями.

## Історія

### Статус проекту
- Квітень 2005 року — Перші прототипи озброєння передані Армії США для польових випробувань.
- Вересень 2005 року — Випробування зброї регулярними військами на полігоні біля міста Графенвер, Німеччина.
- Літо 2009 року — Випробування зброї у Іраку чи Афганістані.[4]
- Листопад 2010 року — Передача п'яти прототипів підрозділам американської армії у Афганістані.[5][6]
- 3 грудня 2010 року — Перший бойовий контакт.[6]
- 12 вересня 2012 року — Перший контракт на суму $16.8 мільйонів.[7]
- 2 лютого 2013 року — Осічка під час навчань, яка призвела до поранення солдата. Зброю повертають з Афганістану.[8]
- Червень 2013 року — Фінансування розробки призупиняється.[9]
- Серпень 2013 року — Розробку планується прийняти на озброєння до кінця 2015 року.[2]

## Використання у війнах
3 грудня 2010 року, зброя була застосована вперше у бою в Афганістані. За відгуками американських військових, гранатомет радикально підвищує ефективність боротьби з легкоозброєним противником, який шукає укриття за елементами місцевості, як в типових бойових умовах Афганістану.